# Histoire de l'Érythrée

Drapeau historique d'Érythrée(1952-1961)

L'Érythrée est un pays de la corne de l'Afrique, longtemps province éthiopienne (il a été annexé par l'Éthiopie en 1962). Le pays a obtenu son indépendance de l'Éthiopie le 24 mai 1993, au terme d'un long conflit, de 1961 à 1991, suivi d'un nouveau conflit avec l’Éthiopie de 1998 à 2000.

## Histoire ancienne
L'Érythrée est connue dans l'histoire depuis très longtemps. Les côtes érythréennes sont considérées, avec celles de la Somalie et du Soudan, comme le pays nommé Punt ou Ta Netjeru (Pays des Dieux) par les habitants de l'Égypte antique. La première mention remonte au XXVe siècle av. J.-C.. La plus ancienne référence connue à la mer d'Érythrée est attribuée à Eschyle (Fragment 67), qui la désigne comme « le bijou de l'Éthiopie » (Éthiopie désignait alors la partie de l'Afrique située au sud de l'Égypte).
Vers le VIIIe siècle av. J.-C., un royaume connu sous le nom de D'mt s'établit au nord de l'Érythrée et de l'Éthiopie, avec Yeha comme capitale. Il est suivi par le Royaume d'Aksoum, au Ier siècle av. J.-C., bien que les continuités restent floues.
Le Périple de la mer Érythrée, un texte du IIe siècle, précise qu'il existait en Afrique de l'Est une route commerciale qui reliait le monde romain à la Chine.
Les peuples du Centre de l'Érythrée et du Nord de l'Éthiopie partagent un héritage historique et culturel commun, issu du Royaume d'Aksoum et des dynasties qui ont suivi au long du Ier millénaire av. J.-C. et de la langue ge'ez. Le tigrigna et l'amharique, langues officielles respectivement en Érythrée et en Éthiopie, sont des langues cousines du ge'ez, la langue liturgique de l'Église orthodoxe monophysite éthiopienne, ainsi que de l'Église d'Érythrée qui s'en est détachée à l'indépendance du pays.

### Galerie

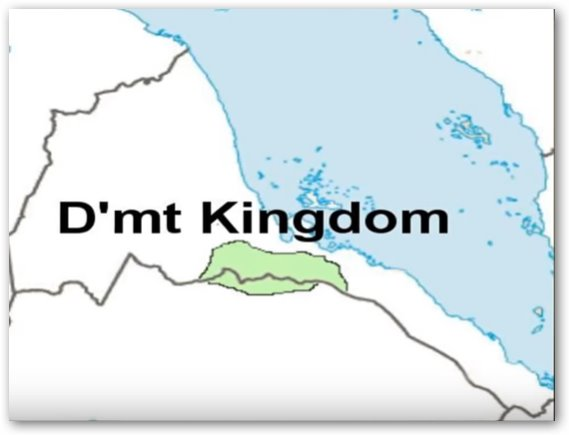
D'mt / Da’amot / Damat (- 950 à - 450)
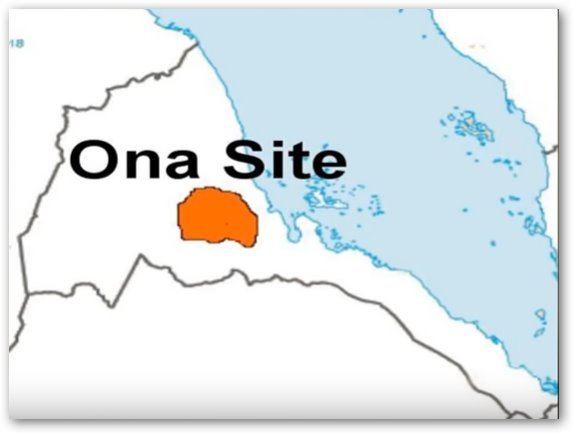
Culture Ona : Sembel (en) (- 800 à - 400)
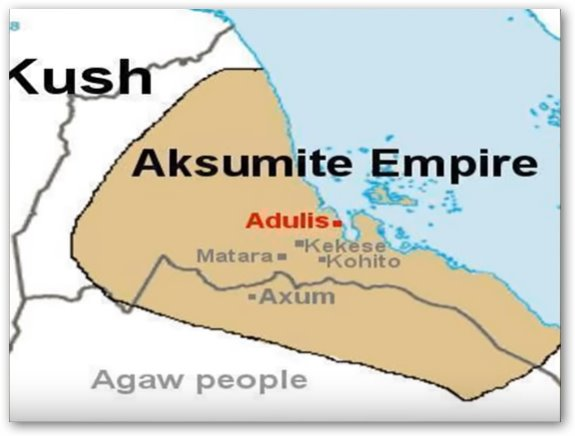
Royaume d'Aksoum (- 350 à 950)
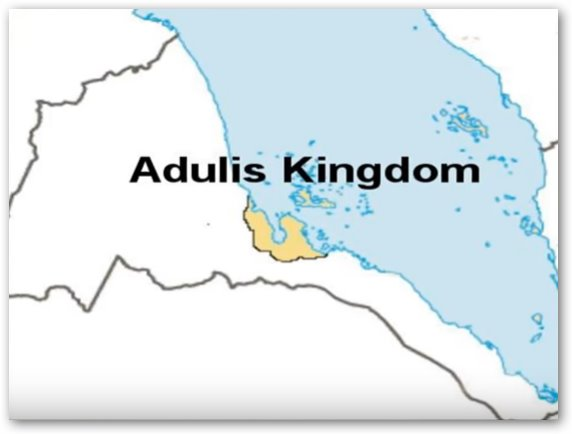
Adulis
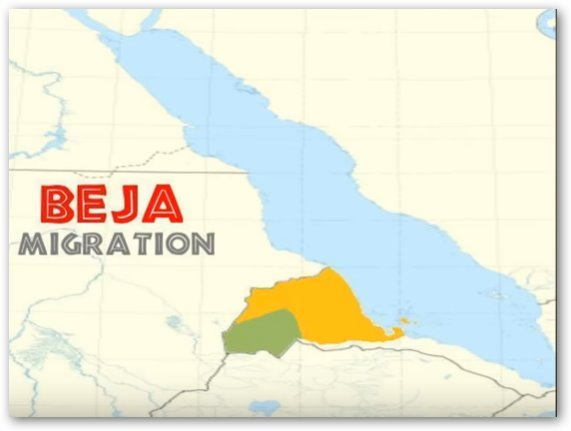
Migration du peuple Bedja

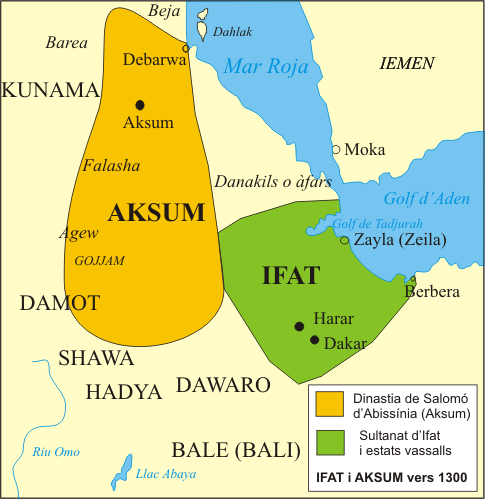
Sultanat d'Ifat vers 1300.
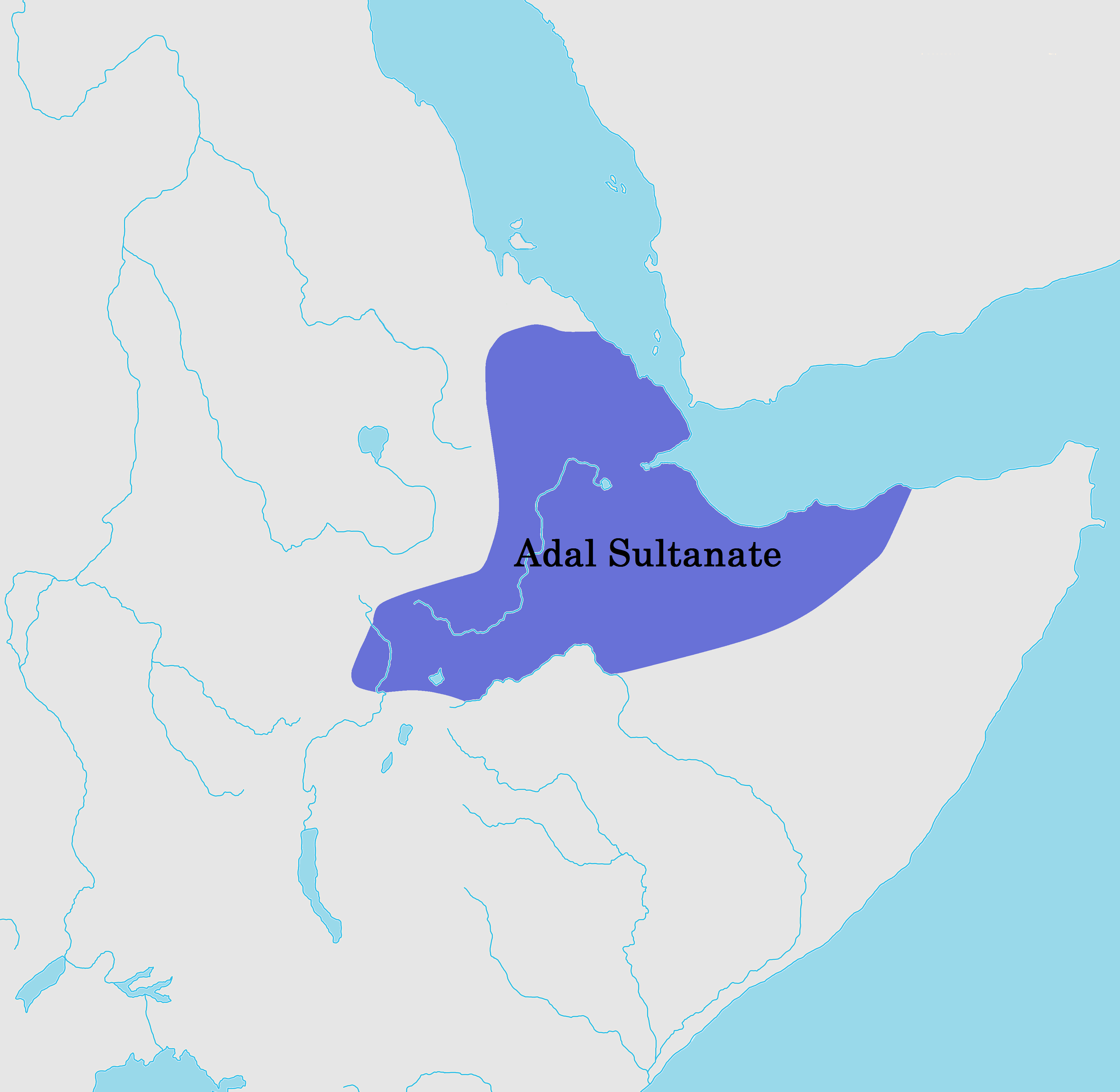
Sultanat d'Adal vers 1400.
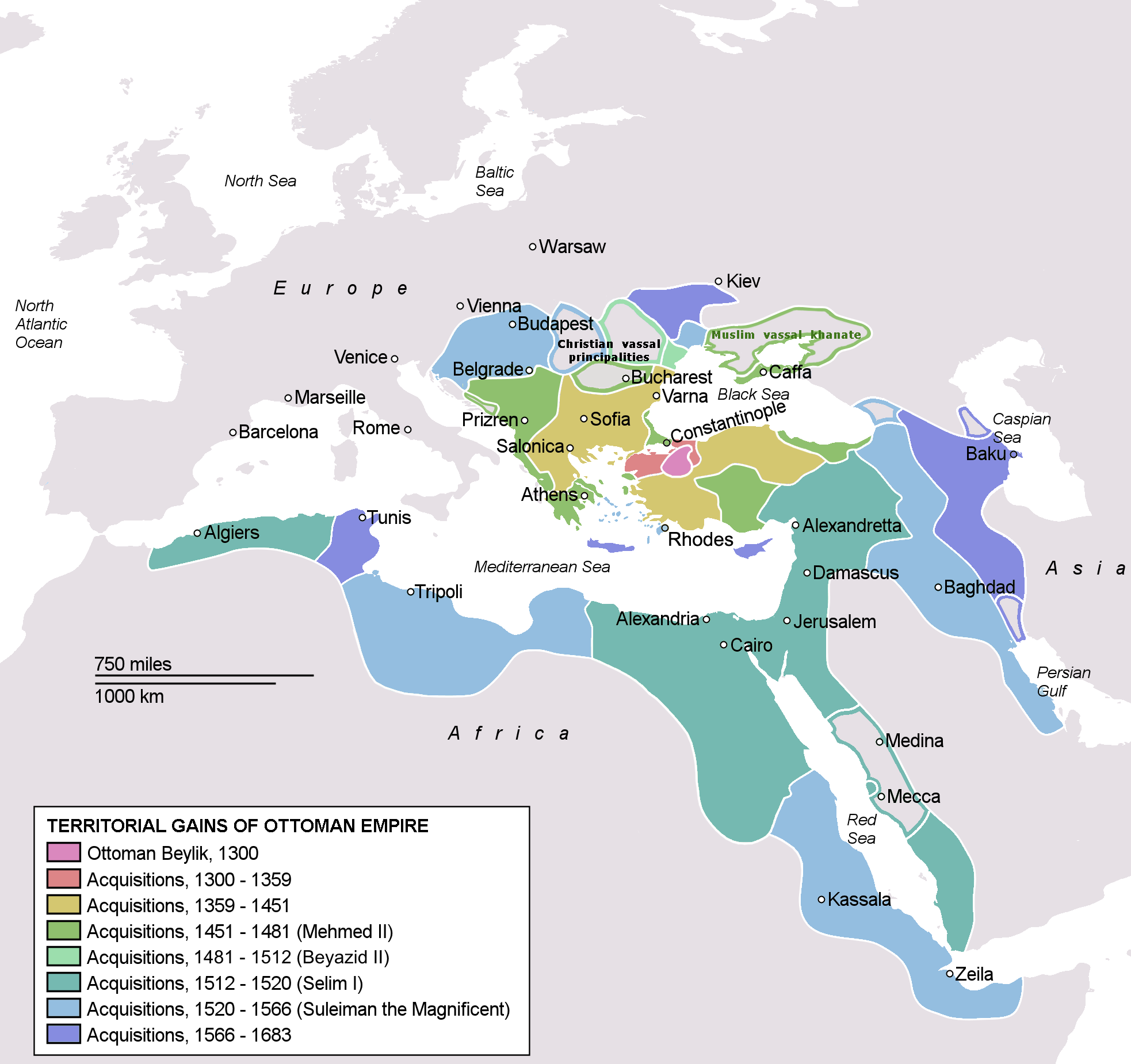
Installés sur la Mer Rouge en 1683, les Ottomans constituent la principale menace aux yeux de Tewodros.
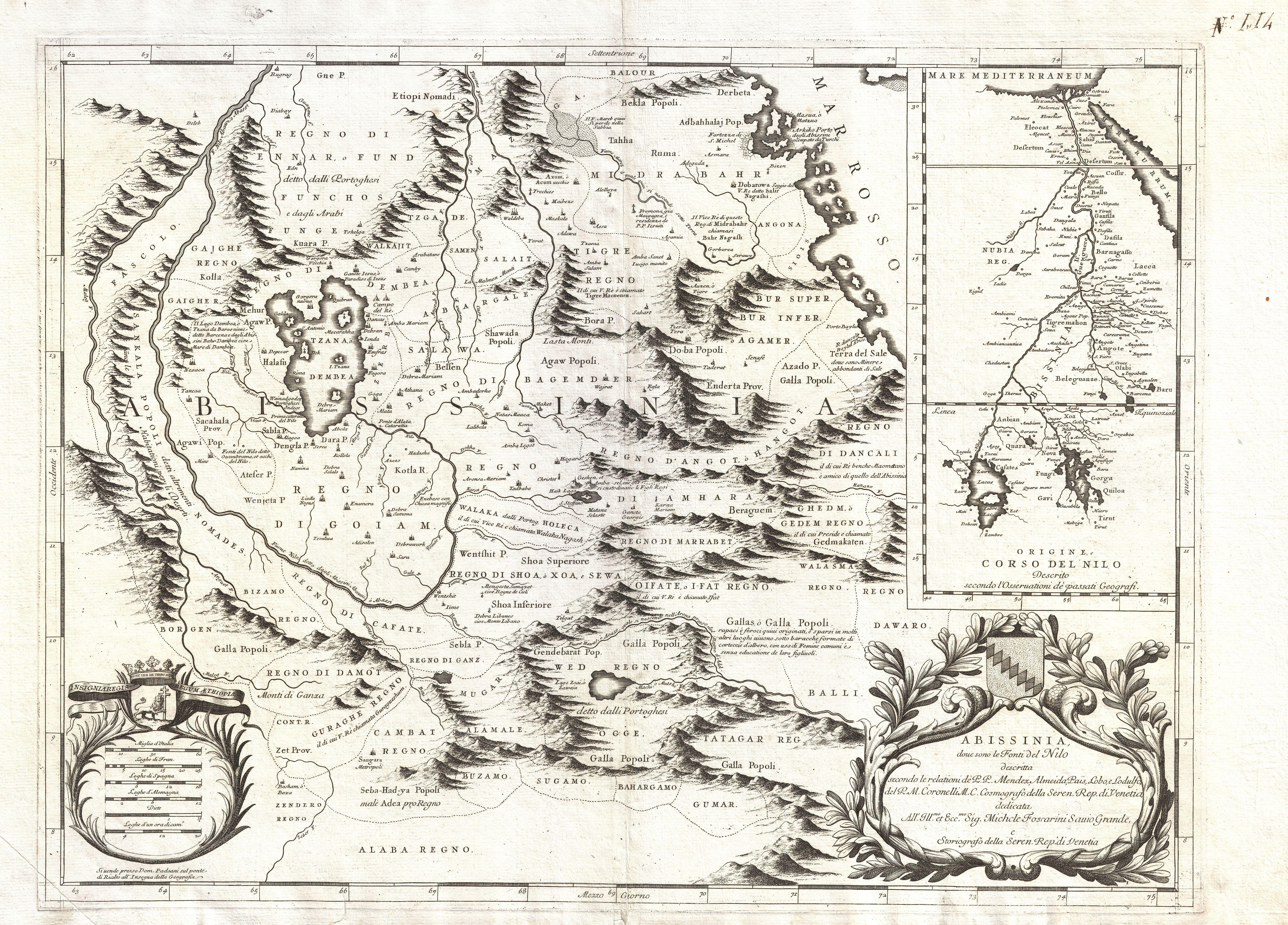
Carte Éthiopie-Abyssinie de Vincenzo Coronelli, 1690.
Sultanat Awsa vers 1850.

## Domination ottomane (1554-1936)
La culmination de l'influence musulmane en l'Érythrée remonte à 1557 avec l'invasion ottomane de Soliman le Magnifique et la conquête de Massaua, Hirgigo (Arqiqo) et Debarwa, capitale de Bahr negus Yeshaq (en) (?-1578) (qui règne sur une région très similaire à l'Érythrée contemporaine). Bahr negus Yeshaq reprend Debarwa et l'or que les envahisseurs y ont amassé. Bien que le Bahr negus Yeshaq ait entretenu de bonnes relations avec l'empereur Gelawdéwos d'Éthiopie, ses relations avec ses successeurs ne sont pas aussi positives, ce qui le fragilise. 
Lors de l'attaque des hauts plateaux érythréens par l'imam Ahmed Gragne, le negassi Yeshaq s'appuie sur les soldats menés notamment par l'Adkamé Melaga, gouverneur de la province de Seraye. Il noue une deuxième alliance avec les Ottomans peu de temps après mais est battu définitivement en 1578, laissant aux Ottomans la maîtrise de Massaua (l'un des plus grands ports de la région), d'Arqiqo et des côtes environnantes.

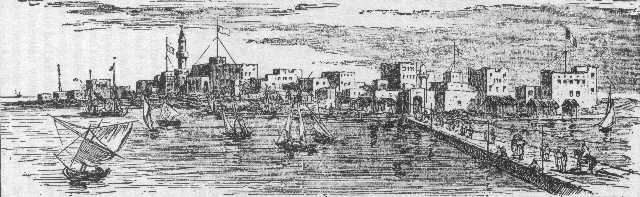
Massaua au XIXe siècle

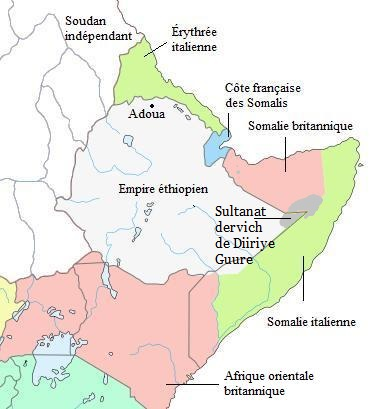
Corne de l'Afrique avant la bataille d'Adoua (1896)

Pendant la période décentralisée en Éthiopie du Zemene Mesafent, des seigneurs de guerre originaires de la province éthiopienne de Tigré exercent une influence sur certaines régions de l'Érythrée actuelle. Les incursions musulmanes se poursuivent, en particulier sur la côte et les plaines qui sont islamisées à la fin de la période médiévale. Au milieu du XIXe siècle, quelques immigrants issus de la péninsule Arabique, les Rashaida, s'installent en Érythrée où ils constituent désormais 2 à 3 % de la population,.
L'État ottoman garde le contrôle des zones côtières du nord durant près de trois siècles avant de céder leurs possessions, la province de Habesh, à l'Égypte en 1865[réf. nécessaire]. L'Italie acquiert progressivement des terres sur la côte, autour d'Assab, en 1869, 1879 et 1882. L'intérieur des terres, en particulier les hauts plateaux de Hamasien, Akele Guzay et Seraye (en), majoritairement chrétiens orthodoxes gardent leur indépendance. Un prêtre italien catholique du nom de Sapetto achète le port d'Assab au sultan Afar, un vassal de l'empereur d'Éthiopie, pour le compte du conglomérat commercial italien Rubatinno. Plus tard, lorsque l'Égypte se retire du Soudan pendant la révolte mahdiste, la Grande-Bretagne conclut un accord permettant aux forces égyptiennes de se retirer à travers l'Éthiopie, en échange de quoi ils autorisèrent l'Empereur à occuper les plaines dont il a disputé la possession avec l'Empire ottoman et l'Égypte. L'Empereur Yohannes IV pense que cela inclut Massaoua mais l'Égypte et la Grande-Bretagne cèdent le port à l'Italie qui l'unit au port d'Assab pour former un comptoir. L'Italie profite des troubles qui agitent le nord de l'Éthiopie à la suite de la mort de Yohannès IV pour occuper les hauts plateaux et établir une nouvelle colonie en Érythrée, reconnue par le nouvel empereur de l'Éthiopie, Menelik II.

## Colonisation par l'Italie (1936)

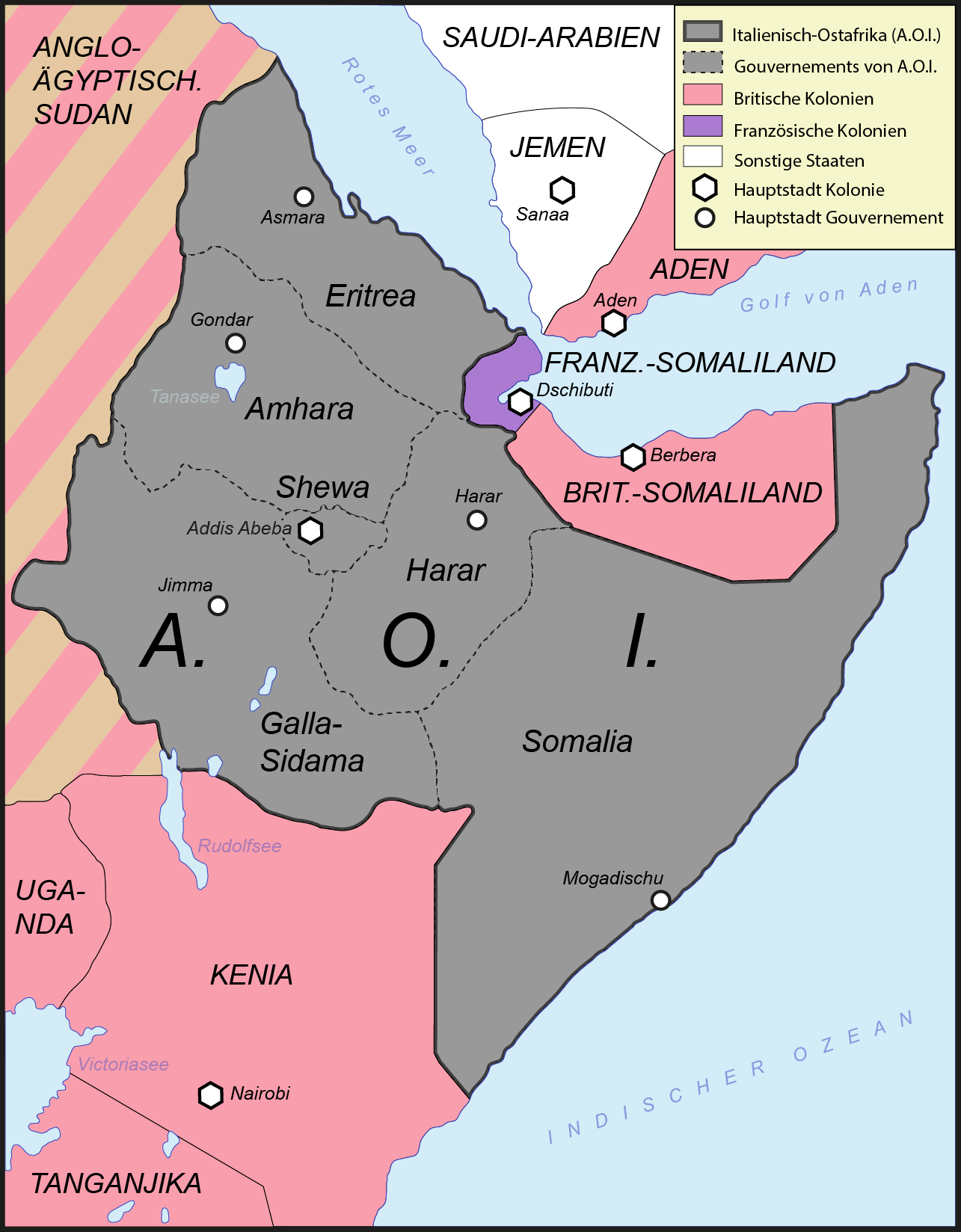
Afrique orientale italienne (1936-1947).

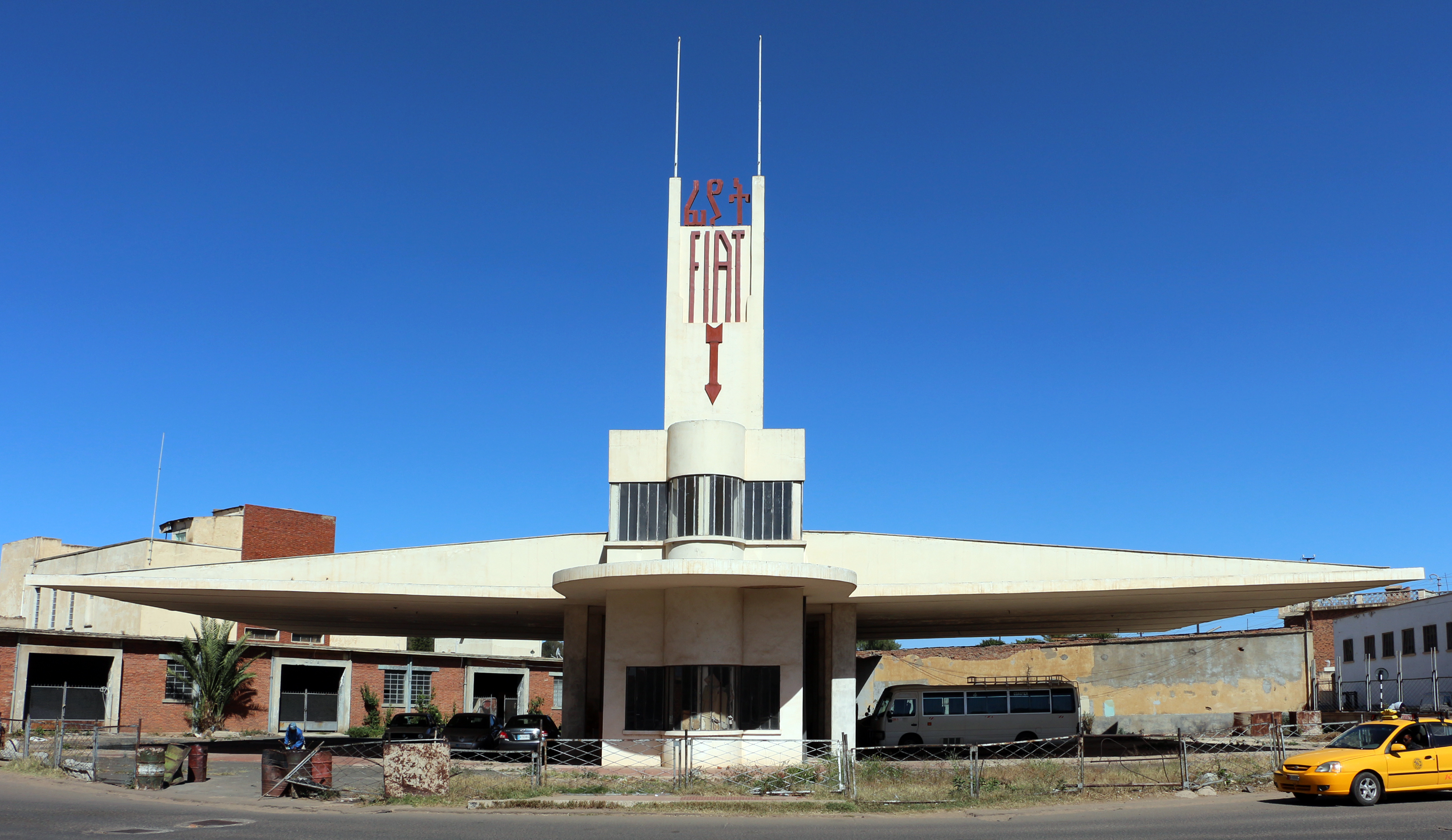
L'immeuble Fiat Tagliero, exemple d'architecture moderniste à Asmara, ca 1938.

La colonisation en 1885 par l'Italie fixe les frontières de l'Érythrée moderne. La présence italienne dans la corne de l'Afrique est formalisée en 1889 avec la signature du traité de Wouchalé avec Menelik II – bien que Ménélik revient plus tard sur l'accord. Les relations entre l'Italie et l'Éthiopie sont marquées pour les cinquante années qui suivent par de fréquentes tentatives de l'Italie d'étendre sa base coloniale vers la Somalie et l'Éthiopie. Mais sa progression est bloquée par l'armée éthiopienne, notamment par la bataille d'Adoua en 1896 dans le Tigré.
L'arrivée au pouvoir de Benito Mussolini en 1922 est l'occasion de profonds remaniements du gouvernement colonial en Érythrée. Le régime fasciste adopte des lois raciales et ségrégationnistes et les Érythréens employés dans la fonction publique sont relégués aux postes subalternes. Les réformes agricoles se poursuivent, mais réservées aux fermes possédées par des Italiens. En 1935 – 1936, l'Italie utilise l'Érythrée comme base pour sa campagne de 1935-1936 visant à occuper l'Éthiopie. La période durant laquelle l'Érythrée est colonisée par l'Italie est cependant faste pour le développement des infrastructures portuaires (port de Massaoua), ferroviaire (chemins de fer d'Érythrée), ou par câble (le téléphérique de Massaoua à Asmara constituant la plus longue ligne de téléphérique du monde). La ville d'Asmara a alors une population de 98 000 habitants, dont 53 000 Italiens. Elle est la principale «ville italienne» de l'empire colonial italien en Afrique. Du fait de l'architecture des bâtiments construits, Asmara est appelée «Piccola Roma» (Petite Rome).

## Administration par la Grande-Bretagne et fédéralisation (1941)

La Campagne d'Érythrée (1941)

Les forces armées britanniques battent l'armée italienne en Érythrée en 1941 à la bataille de Keren et placent le pays sous administration britannique en attendant que les forces alliées décident de son sort. L'Italie est associée au camp des vaincus à l'issue de la Seconde Guerre mondiale, et l'Érythrée est placée provisoirement sous administration militaire britannique.
Faute d'accord entre les alliés, l'administration britannique se poursuit jusque dans les années 1950. En 1950, constatant l'absence d'un accord entre les alliés et face aux requêtes de l'Érythrée à l'auto-détermination[réf. nécessaire], les Nations unies envoient une commission dans l'espoir de trouver une solution. La commission propose une forme d'union avec l'Éthiopie, proposition adoptée par l'Assemblée générale des Nations unies avec une disposition mettant fin à l'occupation britannique pour le 15 septembre 1952. La Grande-Bretagne organise des élections le 16 mars 1952 en vue de constituer une assemblée représentative de 68 membres divisée à parts égales entre chrétiens et musulmans.[réf. nécessaire] L'assemblée approuve un projet de constitution proposée par le commissariat de l'ONU le 10 juillet. Le 11 septembre 1952, l'empereur d'Éthiopie Haïlé Sélassié Ier ratifie la constitution. 
L'Assemblée représentative devient alors l'Assemblée érythréenne et la résolution des Nations unies visant à fédérer l'Érythrée avec l'Éthiopie devient effective. Selon la résolution de l'Assemblée générale de l'ONU du 15 septembre 1952, l'Érythrée et l'Éthiopie doivent être liées par une structure fédérale assez libre sous la souveraineté de l'Empereur. L'Érythrée aurait sa propre organisation administrative et judiciaire, son propre drapeau et une autonomie sur ses affaires internes, y compris la police, l'administration locale et la fiscalité. Le gouvernement fédéral impérial est chargé des affaires étrangères (y compris commerciales), la défense, les finances et les transports. Hailé Sélassié s'empresse cependant de limiter l'autonomie de l'Érythrée[réf. nécessaire] et pousse le pouvoir exécutif à la démission, déclare l'amharique langue officielle à la place du tigrinya et de l'arabe, interdit l'usage du drapeau érythréen, impose la censure et déplace les centres d'affaires hors de l'Érythrée. En 1962, la fédération est abolie, l'Érythrée est désormais réunie avec l'Éthiopie et soumise au pouvoir impérial de ce pays.

## Combat pour l’indépendance (1958-1991)

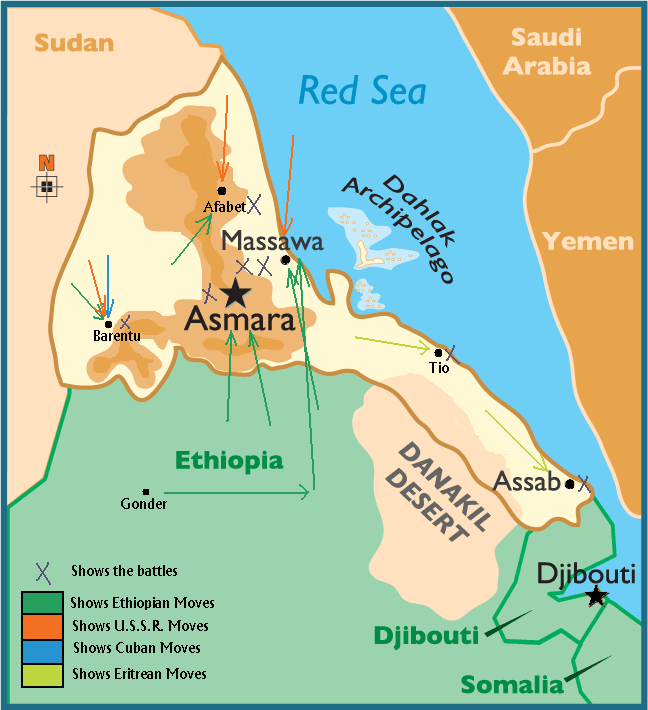
Guerre d'indépendance de l'Érythrée (1961-1991).

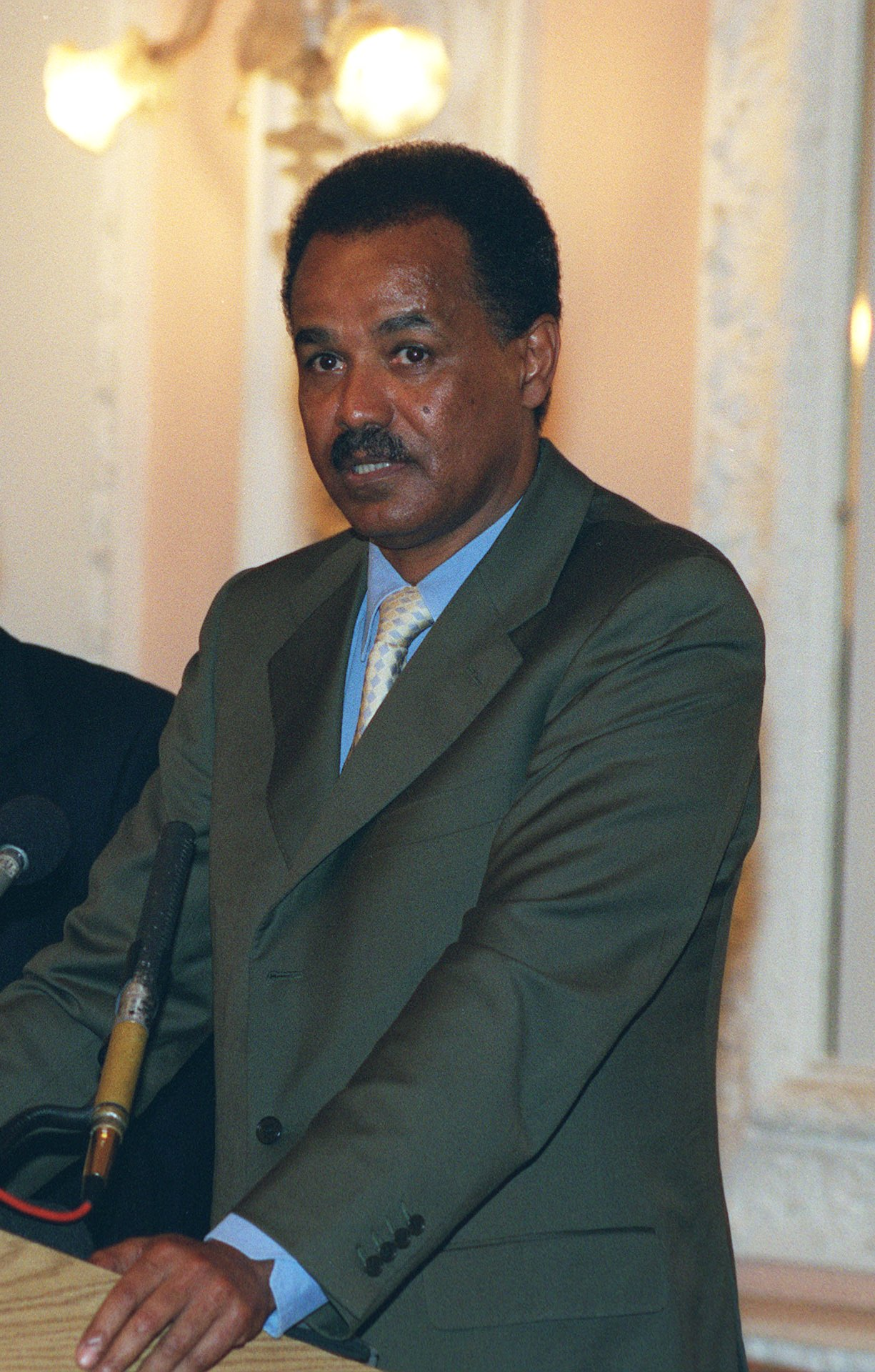
Issayas Afeworki

L'opposition contre l'incorporation de l'Érythrée à l'Éthiopie débute en 1958 avec la fondation du Mouvement de libération de l'Érythrée (MLE). Mené par Hamid Idris Awate, le MLE se livra à des activités politiques clandestines pour soutenir la résistance au pouvoir central impérial. Il est découvert et dissous par les autorités impériales en 1962. Dans la foulée, Hailé Sélassié dissout le parlement érythréen de manière unilatérale et annexe le pays.
Au cours des années 1960, le combat pour l'indépendance est repris par le Front de libération de l'Érythrée fondé au Caire par des exilés. Contrairement au MLE, le FLE est un mouvement de lutte armée, composé en majorité de musulmans originaires des plaines rurales de l'ouest du pays. Il bénéficie rapidement du soutien militaire et financier d'États arabes comme la Syrie et l'Irak.
Le FLE lance ses premières opérations militaires en 1961 et intensifie ses activités en réponse à la dissolution de la fédération en 1962. En 1967, le mouvement a considérablement gagné en popularité auprès des paysans, en particulier du nord et de l'ouest, et à Massaua[réf. nécessaire]. Haile Selassié tente d'apaiser les troubles en visitant le pays et en garantissant à ses habitants un traitement égal sous le nouvel ordre. Il accorde titres, argent et fonctions officielles aux opposants dans l'espoir de les voir se rallier au gouvernement central mais la résistance se poursuit. En 1971, l'Empereur déclare l'entrée en vigueur de la loi martiale en Érythrée et déploie ses armées pour contenir la résistance.
Des disputes internes au FLE à propos des tactiques et stratégies à adopter aboutissent à la scission du FLE et à la fondation du Front populaire de libération de l'Érythrée (FPLE), mouvement multi-ethnique dirigé par des dissidents chrétiens parlant le tigrigna, langue majoritaire en Érythrée. Les deux mouvements s'affrontent sporadiquement entre 1972 et 1974. Le combat pour l'indépendance se poursuit après la chute de Sélassié, à la suite du coup d'État de 1974 en Éthiopie, et l'accession au pouvoir du Derg, junte militaire pseudo-marxiste avec Mengistu Haile Mariam (1937-) à sa tête. À la fin des années 1970, le FPLE devient le principal groupe de lutte contre le gouvernement éthiopien, avec le futur président Isaias Afwerki (1946-) à sa tête.
En 1977, une livraison massive d'armes soviétiques à l'Éthiopie permet à l'armée de cette dernière d'infliger des défaites au FPLE. De 1978 à 1986, le Derg (junte au pouvoir en Éthiopie) lance huit offensives d'importance contre le mouvement indépendantiste sans parvenir à le dominer. En 1988, le FPLE prend Afabet, où se trouvaient les quartiers généraux de l'armée éthiopienne au nord-est de l'Érythrée, forçant le retrait de l'Éthiopie vers les plaines de l'ouest. Le FPLE progresse ensuite vers Keren, deuxième ville d'Érythrée. À la fin des années 1980, l'URSS informa Mengistu qu'elle ne renouvelle pas son accord de défense et de coopération. L'armée éthiopienne s'en trouve affaiblie et le FPLE, soutenu par d'autres forces rebelles éthiopiennes, poursuit son avance vers les positions éthiopiennes.

## Indépendance (1991), premiers temps
En mai 1991, des militants du Front de libération du peuple du Tigré, proche du FPLE et soutenus par les États-Unis, renversent le Derg. Un gouvernement provisoire est mis en place. Les troupes du FPLE prennent le contrôle de l'Érythrée. La fin de la guerre est formalisée à Londres à la fin du mois de mai dans le cadre d'une conférence qui réunit les quatre principaux groupes combattants. Des pourparlers de paix se déroulent alors à Washington. Du 1er au 5 juillet 1991, la Conférence d'Addis-Abeba établit un gouvernement de transition en Éthiopie. Le FPLE participe à la conférence en tant qu'observateur et négocie avec le nouveau gouvernement à propos des relations entre l'Érythrée et l'Éthiopie. Cela aboutit sur un accord dans lequel l'Éthiopie reconnaît à l'Érythrée le droit d'organiser un référendum sur la question de l'indépendance. 
Le peuple érythréen se prononce pour l'indépendance au cours d'un référendum tenu du 23 au 25 avril 1993 sous la surveillance de l'ONU. Les autorités érythréennes déclarent l'indépendance le 27 avril 1993. Le FPLE se réorganise en parti politique, prenant le nom de Front populaire pour la démocratie et la justice. L'Érythrée est déjà présidé, depuis cette accession à l'indépendance, par Isaias Afwerki. Ce mouvement FPLE affirme sa volonté de soutenir une économie de marché. Certains de ses cadres étaient initialement intéressés par l'idéologie marxiste ou maoïste, mais le soutien de l'Union soviétique à Mengistu a persuadé ce mouvement d'opter pour d'autres alliances et d'autres idéologies. Le FPLE institue un gouvernement provisoire avec à sa tête Isaias Afwerki, chef de file du mouvement. Le Comité central du FPLE tient cependant lieu de corps législatif.

## Depuis l'indépendance (1995-présent)

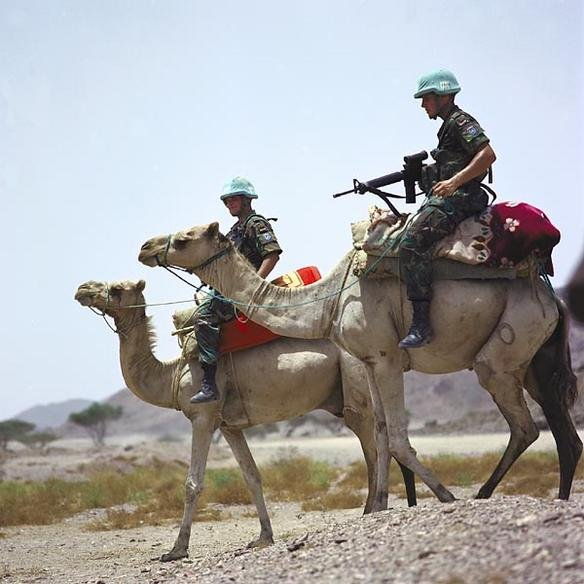
Des soldats de l'ONU surveillant la frontière entre l'Érythrée et l'Éthiopie

La Constitution érythréenne est ratifiée en juillet 1996, mais n'est toujours pas matériellement appliquée.
En 1998, un conflit territorial avec l'Éthiopie éclate et porte un sérieux coup au développement économique et social de l'Érythrée, provoquant le déplacement de populations civiles. 
Les accords d'Alger mettent officiellement fin aux combats en fixant le tracé de la frontière disputée et décrètent la tenue d'une opération de maintien de paix, la Mission des Nations unies en Éthiopie et en Érythrée (MINUEE). L'Éthiopie conteste le tracé de la frontière tel que rapporté dans les accords d'Alger et en 2003, une commission indépendante (EEBC, Eritrean-Ethiopian Boundary Commission) rend une nouvelle décision, également rejetée par l'Éthiopie. Le litige frontalier n'est résolu qu'en 2018, à la suite de l'arrivée au pouvoir à Addis-Abeba du chef de gouvernement Abiy Ahmed,.
Le pays reste dirigé d'une main de fer par Isaias Afwerki, la presse privée est censurée,. La population fuit, face aux violations des droits humains et au service militaire à durée indéfinie, assimilable à du « travail forcé ».

#### Préhistoire
- Sites archéologiques en Érythrée (en) : Adulis, Keskese, Qohaito, Matara, Nakfa, Sembel
- Groupe Gash (en)

#### Antiquité
- Pays de Pount (de -2500c à -980c)
- Colonisation sabéenne de l'Afrique (en)
- Royaume de D'mt (de -980c à -650c)
- Royaume d'Aksoum (de -150c à 960c)
- Ports antiques en mer Rouge
- Peuple Habesh (en) (Abyssiniens, Habesh)
- Zoskales, roi (aksoumite) vers 100, selon le Périple de la mer Érythrée

#### 500-1860c
- Commerce interrégional par caravanes en Afrique de l'Est, esclavage en Éthiopie, esclavage au Soudan
- Guerres entre Aksoum et Perse (en) (570-578)
- Migration vers l'Abyssinie) (en) (613-615), exil au royaume d'Aksoum des Sahaba, premiers disciples de Mahomet persécutés
- Empire éthiopien (990c-1974), dynastie Zagwés (1137c-1270c), dynastie salomonide (1270-1974), titres de noblesse éthiopiens
- Sultanat de Dahlak (960-1557)
- Royaumes Bedja (en), du peuple Bedja
- Sultanat Dankali (en), afar
- Eyalet de l'Habesh (Empire ottoman, 1554-1872), conquête ottomane de l'Habesh (en)
- Imamat d'Aussa (1577-1734/1750), Dynastie Mudaito
- Exploration européenne de l'Afrique

#### 1870c-1950c
- Colonie italo-africaine de Sciotel (it) (1865-1869, Keren
- Guerre d'Érythrée (1885-1895), première guerre italo-éthiopienne (1885-1896)
- Bahta Hagos (en) (?-1894), grande figure de la résistance érythréenne
- Érythrée italienne (1890-1936), colonie érythréenne (Colonia eritrea)
- Afrique orientale italienne (1936-1941), Empire italien d'Éthiopie (1936-1941)
  - Madamisme, Àscari (Regio corpo truppe coloniali d'Eritrea, RCTC), Érythréens-Italiens (en)
- Campagne d'Afrique de l'Est (Seconde Guerre mondiale) (1940-1941)
- 1941-1952 : Administration britannique

#### Depuis 1950
- 1952-1962 : Intégration à l'Éthiopie, Fédération de l'Éthiopie et de l'Érythrée
- 1961-1991 : Guerre d'indépendance de l'Érythrée
- 1962-1993 : Province d'Érythrée
- 1998-2000 : Guerre entre l'Érythrée et l'Éthiopie, Mission des Nations unies en Éthiopie et en Érythrée (2000)
- 2008 : Guerre djibouto-érythréenne
- 2010 : Escarmouche à la frontière entre l'Érythrée et l'Éthiopie en 2010 (en)
- 2020-2022 : Guerre du Tigré
- Politique en Érythrée
- Histoire d'Asmara (en)
- Liste de guerres impliquant l'Érythrée (en)
- Liste de dirigeants de l'Érythrée (en) (coloniaux compris, jusqu'en 1991)
- Liste des chefs d'État de l'Érythrée (depuis 1941)